# TULP3
TULP3 (англ. Tubby like protein 3) – білок, який кодується однойменним геном, розташованим у людей на 12-й хромосомі. Довжина поліпептидного ланцюга білка становить 442 амінокислот, а молекулярна маса — 49 642.
| 10         |  | 20         |  | 30         |  | 40         |  | 50         |
| ---------- |  | ---------- |  | ---------- |  | ---------- |  | ---------- |
| MEASRCRLSP |  | SGDSVFHEEM |  | MKMRQAKLDY |  | QRLLLEKRQR |  | KKRLEPFMVQ |
| PNPEARLRRA |  | KPRASDEQTP |  | LVNCHTPHSN |  | VILHGIDGPA |  | AVLKPDEVHA |
| PSVSSSVVEE |  | DAENTVDTAS |  | KPGLQERLQK |  | HDISESVNFD |  | EETDGISQSA |
| CLERPNSASS |  | QNSTDTGTSG |  | SATAAQPADN |  | LLGDIDDLED |  | FVYSPAPQGV |
| TVRCRIIRDK |  | RGMDRGLFPT |  | YYMYLEKEEN |  | QKIFLLAARK |  | RKKSKTANYL |
| ISIDPVDLSR |  | EGESYVGKLR |  | SNLMGTKFTV |  | YDRGICPMKG |  | RGLVGAAHTR |
| QELAAISYET |  | NVLGFKGPRK |  | MSVIIPGMTL |  | NHKQIPYQPQ |  | NNHDSLLSRW |
| QNRTMENLVE |  | LHNKAPVWNS |  | DTQSYVLNFR |  | GRVTQASVKN |  | FQIVHKNDPD |
| YIVMQFGRVA |  | DDVFTLDYNY |  | PLCAVQAFGI |  | GLSSFDSKLA |  | CE         |

A: Аланін

C: Цистеїн

D: Аспарагінова кислота

E: Глутамінова кислота

F: Фенілаланін

G: Гліцин

H: Гістидин

I: Ізолейцин

K: Лізин

L: Лейцин

M: Метіонін

N: Аспарагін

P: Пролін

Q: Глутамін

R: Аргінін

S: Серин

T: Треонін

V: Валін

W: Триптофан

Кодований геном білок за функцією належить до білків розвитку. 
Задіяний у такому біологічному процесі, як альтернативний сплайсинг. 
Локалізований у клітинній мембрані, цитоплазмі, ядрі, мембрані, клітинних відростках, війках.
Також секретований назовні.